# Wiesmoor
Wiesmoor è una città di 13 372 abitanti della Bassa Sassonia, in Germania.

Appartiene al circondario (Landkreis) di Aurich (targa AUR).